# Acqueville (Mancha)
Acqueville é uma ex-comuna francesa na região administrativa da Normandia, no departamento da Mancha. Estendeu-se por uma área de 5,79 km². Em 2010 a comuna tinha 650 habitantes (densidade: 112,3 hab./km²).
Em 1 de janeiro de 2017 foi fundida com as comunas de Beaumont-Hague, Auderville, Biville, Branville-Hague, Digulleville, Éculleville, Flottemanville-Hague, Gréville-Hague, Herqueville, Jobourg, Omonville-la-Petite, Omonville-la-Rogue, Sainte-Croix-Hague, Saint-Germain-des-Vaux, Tonneville, Urville-Nacqueville, Vasteville e Vauville para a criação da nova comuna de La Hague.